# マリア・ビアステッド
マリア・ビアステッド（Marie Bierstedt、1974年10月30日 - ）は、ドイツの女性声優。

## 出演作品

### 吹き替え
- The O.C.
- ヤング・スーパーマン
- バフィー 〜恋する十字架〜

### 日本のアニメ
- 新世紀エヴァンゲリオン（綾波レイ）
- ローゼンメイデン（翠星石）
- 劇場版 鋼の錬金術師 シャンバラを征く者（ウィンリィ・ロックベル）